# Бруней на летних Олимпийских играх 2004
Бруней принимал участие в Летних Олимпийских играх 2004 года в Афинах (Греция) в четвёртый раз за свою историю, но не завоевал ни одной медали. Сборную страны представлял один легкоатлет.

## Лёгкая атлетика
Спортсменов — 1
Мужчины
| Джимми Анак Ахар | 1500м | 4.14,11 | 13 | Не прошёл | Не прошёл | Не прошёл | Не прошёл | Не прошёл | Не прошёл |